# Sminthurides annulicornis
Sminthurides annulicornis är en urinsektsart som beskrevs av Axelson 1905. Sminthurides annulicornis ingår i släktet Sminthurides och familjen Sminthurididae. Arten är reproducerande i Sverige. Inga underarter finns listade i Catalogue of Life.